# Eugenik
Eugenik er en ideologi, der anser det som et politisk anliggende at kontrollere fordelingen af arvemateriale i befolkningen. Eugenik kaldes også arvehygiejne eller racehygiejne. Formålet er at kortlægge arvemassen i en befolkning (arvelige sygdomme, genetiske defekter osv.) og på dette grundlag at arbejde aktivt for at ændre befolkningens samlede arvemasse ud fra, hvad der anses at være ønskelige og uønskede genetiske træk ved at begrænse og fremme børneavl for forskellige grupper eller individer.
Eugenikken blev introduceret af den engelske forsker sir Francis Galton, som baserede sine ideer på sin halvfætter Charles Darwins udviklingslære og sine studier af arveligheden af høj intelligens.
Betegnelsen eugenik kommer af græsk eu- (= god) og genes (= fødsel) "af god fødsel". Ordet blev først benyttet af Galton i 1883. Eugenister skelner imellem "positiv eugenik", som opmuntrer til flere børn fra forældre med heldige egenskaber, mens "negativ eugenik" vil forhindre dem med uønskede egenskaber i at få børn.
Eugenikken som ideologi opnåede stor popularitet på verdensplan i første halvdel af det tyvende århundrede, og det kom til at ligge til grund for lovgivning, der fratog mennesker med uønskede arvetræk deres borgerrettigheder ved at forbyde ægteskab og seksuelt samkvem mellem mennesker fra forskellige racer eller ved at tvangssterilisere mennesker med uønskede arvetræk som psykiske sygdomme og mental udviklingshæmning og i nogle tilfælde, som i Tyskland i 1930'erne og 1940'erne, ved at udrydde dem, der ansås som bærere af uønsket arvemateriale.
Eugenik praktiseredes i Danmark som tvangsterilisation fra 1929 til 1967, hvor det blev forbudt ved lov. Efter 2. Verdenskrig mistede eugenikken sin tiltrækning som følge af bl.a. henvisningen til det særdeles tungtvejende matematiske modargument i form af en statistisk lovmæssighed, kaldet regression mod midten, hvorefter eugenikken med tiden ophørte med at eksistere som politisk ideologi i det meste af verden. I dag, hvor en mere liberal humanisme er grundlaget for lovgivningen i de fleste vestlige lande, anses det for at være et personligt valg for de enkelte individer, om de ønsker at ville videreføre deres gener eller ej - hvilket mange grupper af især mentalt handicappede af biologiske grunde ofte ikke kan. Arvehygiejne begrænser sig derfor til at formidle fosterdiagnostik og oplysning om arvelige sygdomme, evt. ved at sørge for adgang til prævention.

## Historie
Ideen om at "forbedre folkets arveegenskaber" blev først forsøgt gennemført i praksis i 1907, da steriliseringslove blev vedtaget i staten Indiana og senere i hele USA. Derefter i Danmark i 1929 og Tyskland i 1933. I Europa blev det første professorat i eugenik stiftet i London i 1909. Progressive briter som John Maynard Keynes, George Bernard Shaw og Sidney Webb stillede sig også positivt. Amerikanske filantroper finansierede ikke blot egne laboratorier for eugenik, men længe også Kaiser Wilhelm-instituttet i Tyskland. Amerikanske og tyske videnskabsfolk var tæt forbundet op gennem 1920'erne og fik et vist gennemslag for eugenik hos politikerne. Verdens første institut for racehygiejne åbnede i Uppsala i 1922.

## Eugenik i Danmark
Eugeniske tanker og politiske tiltag var udbredt i Danmark i perioden fra 1920 til ca. 1950.
I 1920 skrev socialdemokraten K.K. Steincke om eugenik i Fremtidens Forsørgelsesvæsen, som kom til at blive en integreret del af de følgende årtiers social- og sundhedspolitik. I 1929 lavedes på forsøgsbasis den første lov om arvehygiejne, som indførte tvangssterilisering af udviklinghæmmede og andre, der ansås for at være uegnede til forplantning. Loven om sterilisation indførtes i 1935. I 1938 etableredes institut for human arvebiologi og eugenik på Københavns Universitet. Tvangssterilisering blev først fjernet fra dansk lovgivning 1967.
Blandt kendte danskere, der var tidlige fortalere for arvehygiejne, findes forfatterinden og kvindesagsforkæmperen Thit Jensen. I romanen Storken fra 1929 skrev hun:
"Ogsaa Samfundet nærer den barnlige Tro, naar man tager Barnet fra Sumpen, straks kan de faa et Menneske ud af det, de regner ikke med at Tyvens Sæd i Allemandspigens Skød er formet, supernegativt, før det blev født."

## Eugenik i Norge
I Norge havde Jon Alfred Mjøen fra 1906 studeret eugenik på Vinderen biologiske institut. Hans bror, Alf Mjøen, var leder af det Radikale Folkeparti og foreslog i 1936 den tyske racehygiejniker Alfred Ploetz til Nobels fredspris. Baggrunden for dr. Ploetz' kandidatur var hans bekymring for første verdenskrigs ødelæggende virkning på befolkningen, da krigen sendte mændene med de bedste arveegenskaber til fronten og en tidlig død. Stortinget vedtog i 1935 lov om tvangssterilisering, og den eneste, der stemte imod, var ingeniør Gjert E. Bonde fra det lille Samfundsparti, som i odelstingsdebatten udtalte: "Jeg finder, at dette forslag som i dag er lagt frem for Odelstinget, er et af de farligste lovforslag, som overhovedet har set dagens lys i landet." Frem til 1977, da loven blev ophævet, var ca. 44.000 blevet steriliseret i Norge: Psykisk syge, tatere og "socialt mistilpassede". 

## Eugenik i Sverige
Sverige spillede en fremtrædende rolle i racehygiejne allerede i begyndelsen af forskeres interesse i 1800-tallet. Ofte fremhæves Herman Lundborg, første og mest kendte leder af Statens institut för rasbiologi i Uppsala fra 1922, som racehygiejnens svenske frontfigur. Lundborg stillede krav til regeringen om at føre en aktiv befolkningspolitik. Han var overbevist om, at socialt udstødte og især mørkhårede, blandracer var forudbestemt til sindssygdom, idioti og kriminalitet. Den såkaldte "nordiske blonde race" blev anset for at være sundere og mere moralske af natur, men formerede sig ikke i samme tempo som blandracerne, påstod Lundborg. Instituttet blev overført fra staten til Uppsala universitet i 1959 og skiftede navn til Institutionen för medicinsk genetik.
Tvangssterilisering i Sverige fandt med varierende grader af frivillighed sted fra 1934 til 2013. De udførtes i henhold til steriliseringslove fra 1934 og 1941 indtil 1975, og i henhold til Lag om fastställande av könstillhörighet i vissa fall mellem 1972 og 2013. De, der blev steriliseret ifølge 1934- og 1941-loven, var psykisk syge, mentalt retarderede, og efter 1941 loven, også personer med fysiske handicap ("alvorlig syge eller en skamplet") og såkaldte asociale. I praksis steriliseredes især kvinder, mange unge og fra socialt udsatte grupper, på et temmelig vilkårligt grundlag, fx hvis en læge bedømte dem som værende promiskuøse eller tatere. Kirurgiske indgreb blev undertiden udført under direkte tvang, men mere almindeligt blev forskellige former for administrativ tvang, overbevisning eller manglende samtykke benyttet.

## Eugenik i Tyskland
Begrebet eugenik har siden 1945 haft en ubehagelig klang. I racepolitikken, der var en vigtig del af den nazistiske ideologi, lå et ønske om forædling af det tyske folk. Dette skulle ske ved hjælp af eugenik, der betød, at man steriliserede, kastrerede eller dræbte mennesker, der var uønskede – herunder handicappede, homoseksuelle, jøder og sigøjnere. I juli 1933 indførte Tyskland en lov, der skulle forhindre "arvesygt afkom". Dermed kunne man gennem tvang sterilisere arveligt syge, og loven ramte blinde, døve, misdannede, epileptikere, schizofrene og alkoholikere. Alene i 1934 blev der foretaget henved 56.000 tvangssteriliseringer, og alt i alt menes op imod 400.000 personer, svarende til 0,7% af den daværende tyske befolkning, at være blevet tvangssteriliseret. Den 15. september 1935 blev "Lov til beskyttelse af det tyske blod og den tyske ære" vedtaget. Den pålagde forlovede at gennemgå en lægeundersøgelse, før de lov til at gifte sig, så man fik bekræftet om de nu også kunne påregnes at få raske børn og dermed tilladelse til at indgå ægteskab.

## Eugenik i USA
"Menneskeavl burde stå som vor tids vigtigste opgave," stod der i det utopiske samfund Oneida Communitys avis i staten New York i 1865, ved afslutningen af den amerikanske borgerkrig. I 1869 begyndte dér de første eksperimenter i menneskeavl med 35 kvindelige og 38 mandlige deltagere. Det resulterede i 58 børn frembragt af par, udvalgt af en komité og baseret på åndelige egenskaber. 
I 1882 vedtoges Chinese Exclusion Act for at standse indvandringen af kinesere. I 1891 skrev feministen Virginia Woodhull, som var den første kvinde, der stillede op til præsidentvalg i USA:  "De bedste hoveder i samtiden har accepteret det faktum, at hvis vi ønsker de bedste mennesker, må de fremavles; og hvis imbecile, kriminelle, fattiglemmer og øvrige mistilpassede er uønskede borgere, må de ikke fremavles." I 1909 skrev pædagogen John Franklin Bobbitt artiklen "Praktisk eugenik", hvori han talte for, at den bedste race omfattede angelsaksiske protestanter og germanere pga. "usædvanligt rent blod, høj gennemsnitlig hygiejne, sundhed og styrke." 
I 1907 blev verdens første steriliseringslove vedtaget i Indiana. Den ramte fattige, kriminelle og "tilbagestående". Flere stater sluttede sig til, og efterhånden blev lovværket suppleret med segregationslove, der forbød ægteskab på tværs af racerne. I 1929 indførtes racemæssig undersøgelse af mennesker, der ville indvandre til USA, godkendt af regeringerne i blandt andet Belgien, Storbritannien, Sverige, Norge, Danmark og Tyskland. Formelt stod systemet ved magt til 1952. I 1936 udgav Madison Grant bogen The Passing of the Great Race, hvori han satte de nordiske folk højest i modsætning til "de degenererede irlændere". Hitler skrev i et beundrerbrev til Grant, at Grants bog var "hans bibel". Grant mente, at "naturens lov forlanger tilintetgørelse af de ubrugelige. Menneskelivet er kun værdifuldt, når det er til nytte for fællesskabet eller racen." 
I 1904 begyndte eugenik-studierne ved Cold Spring Harbor Laboratory,  betalt af Carnegiefonden. Laboratoriet var centrum for amerikanske eugenik-studier i perioden 1910-40. 
I USA anslog en af eugenik-bevægelsens ledende talsmænd, ægteskabsrådgiveren Paul Popenoe, at ti millioner amerikanere burde steriliseres baseret på deres IQ-resultater. I slutningen af 1920'erne havde Californien verdens mest udbredte eugenik-program, og udførte flere sterilisationer end alle andre lande tilsammen. De fleste mænd blev steriliseret, fordi de var uegnede som familieforsørgere. Tre fjerdedele af de steriliserede kvinder var kategoriseret som "sexforbrydere", dvs promiskuøse.  Som ægteskabsrådgiver var Popenoe ligeglad med, om "mindreværdiges" ægteskaber endte med skilsmisse: "Skilte er i almindelighed biologisk mindre værd end dem, der er lykkeligt gift." 
Popenoe var også medforfatter til bogen Applied Eugenics (dansk: Anvendt eugenik), der fastslog: "Fra et historisk synspunkt er den første metode, man tænker på, henrettelse... Værdien af at opretholde racens standard må ikke undervurderes." I alt blev omkring 60.000 amerikanere steriliseret. Som Hitler skrev i Mein Kampf fra 1924: "Der er i dag én stat, i hvilken man mærker i det mindste forsigtige ansatser til en bedre forståelse [af indvandring]. Det drejer sig selvfølgelig ikke om vor tyske republik, men om USA."